# Des-majeur
Des-majeur, Des grote terts of Des-groot (afkorting: Des) is een toonsoort met als grondtoon des.

## Toonladder
De voortekening telt vijf mollen: bes, es, as, des en ges. Het is de parallelle toonaard van bes-mineur. De enharmonisch gelijke toonaard van Des-majeur is Cis-majeur.

## Bekende werken in Des-majeur
- Andantino simplice – Prestissimo  uit pianoconcert nr. 1 (1874-1875) - Pjotr Iljitsj Tsjaikovski
- Claire de lune uit Suite bergamasque (1890) - Claude Debussy
- Pianoconcert nr. 1 (1911-1912) - Sergej Prokofjev